# دوریوال ژونیور
دوریوال ژونیور (پرتغالی: Dorival Júnior؛ زادهٔ ۲۵ آوریل ۱۹۶۲) بازیکن سابق و مربی فوتبال اهل برزیل است.
از باشگاه‌هایی که در آن بازی کرده است می‌توان به باشگاه فوتبال آوای، باشگاه فوتبال سان خوزه، باشگاه فوتبال گوارانی، باشگاه فوتبال کوریتیبا، باشگاه فوتبال گرمیو، باشگاه فوتبال کریسیوما، باشگاه ورزشی ژوونتود، و باشگاه فوتبال پالمیراس اشاره کرد.